# حبو الحبس
حبو الحبس قرية سعودية، تتبع مركز الجائزة في محافظة الليث بمنطقة مكة المكرمة.